# Yalennis Castillo
Yalennis Castillo (21 mai 1986, Holguín) est une judokate cubaine.
Elle est médaillée de bronze dans la catégorie moins de 78 kg lors des Jeux olympiques d'été de 2008.